# ロリー・ギャラガー (アルバム)
『ロリー・ギャラガー』（Rory Gallagher）は、アイルランド出身のミュージシャン、ロリー・ギャラガーが1971年5月に発表した、ソロ名義では初のスタジオ・アルバム。

## 背景
テイスト解散後、ロリーはジミ・ヘンドリックス・エクスペリエンスのノエル・レディングとミッチ・ミッチェルを含む多数のミュージシャンのオーディションを行い、最終的にはテイストと同時期に解散したバンド「ディープ・ジョイ」のメンバーだったジェリー・マカヴォイとウィルガー・キャンベルが、ロリーの新バンドに迎えられた。なお、マカヴォイはロリーの昔馴染みで、本作より約20年間にわたりロリーのサポートを続けていくこととなる。また、ロリーの弟ドーナル・ギャラガーは、ヴィンセント・クレイン率いるアトミック・ルースターのツアー・マネージャーを務めており、その縁でクレインが「ウェイヴ・マイセルフ・グッドバイ」と「アイム・ノット・サプライズド」にゲスト参加した。
本作でレコーディング・エンジニアを務めたエディ・オフォードは、テイスト時代の作品『オン・ザ・ボード』にも貢献している。
「ラウンドロマット」は、テイスト時代に暮らしていたアパートの地下にあった公共のコインランドリーにインスパイアされて作られた。1999年リマスターCDには、本作のためのセッションで録音されたマディ・ウォーターズ及びオーティス・ラッシュのカヴァーがボーナス・トラックとして追加された。

## 反響・評価
全英アルバムチャートでは2週トップ100入りして、最高32位を記録した。Hal Horowitzはオールミュージックにおいて5点満点中3点を付け「"Laundromat"、"Hands Up"、"Sinner Boy"における特徴的なリフは、初期のギャラガーのコンサートにおいて人気を博したが、本作にはそれだけでなく、ギャラガーの中でも特に強力なバラードと言える曲も収録されている。"For the Last Time"、"Just the Smile"、それにアコースティックの"I'm Not Surprised"は、デルタ・ブルースの緊張感と、強力かつ繊細なメロディを融合し、焼けつくようなリードギターで知られるアーティストとは思えないほどの切なさを持った曲に仕上がっている」と評している。

## 収録曲
特記なき楽曲はロリー・ギャラガー作。
1. ラウンドロマット - "Laundromat" - 4:39
2. ジャスト・ザ・スマイル - "Just the Smile" - 3:40
3. アイ・フォール・アパート - "I Fall Apart" - 5:12
4. ウェイヴ・マイセルフ・グッドバイ - "Wave Myself Goodbye" - 3:30
5. ハンズ・アップ - "Hands Up" - 5:25
6. シナー・ボーイ - "Sinner Boy" - 5:05
7. フォー・ザ・ラスト・タイム - "For the Last Time" - 6:35
8. イッツ・ユー - "It's You" - 2:38
9. アイム・ノット・サプライズド - "I'm Not Surprised" - 3:36
10. イッツ・トゥルー - "Can't Believe It's True" - 7:16

### 1999年リマスターCDボーナス・トラック
1. ジプシー・ウーマン - "Gypsy Woman" (Muddy Waters) - 4:02
2. イット・テイクス・タイム - "It Takes Time" (Otis Rush) - 3:32

## 参加ミュージシャン
- ロリー・ギャラガー - ボーカル、ギター、マンドリン、アルト・サクソフォーン、ハーモニカ
- ジェリー・マカヴォイ - ベース
- ウィルガー・キャンベル - ドラムス、パーカッション
- ヴィンセント・クレイン - ピアノ(on #4, #9)